# Овчарик, Данила Денисович
Данила Денисович Овчарик (Канада, Оттава) — Канадский хоккеист, вратарь.

## Биография
Воспитанник тольяттинского хоккея. 26 февраля 202 года дебютировал в составе команды МХЛ «Ладья» Тольятти в домашнем матче против «Омских ястребов» (2:6) — дважды заменял Даниила Захарова, пропустил одну шайбу. 18 января 2024 года в гостевом матче против «Ак Барса» (1:5) дебютировал за «Ладу» в КХЛ, заменив в конце матча Александра Трушкова; 20 марта 2025 года провёл первый полный матч за «Ладу» — дома против «Амура» (3:4 Б).